# アネット・ネメス
アネット・ネメス（Anett Németh、1999年12月13日 - ）は、ハンガリーの女子バレーボール選手。ポジションはオポジット。ハンガリー代表。

## 来歴

### クラブチーム
ブダペスト出身。2016年、Vasas Óbudaへ入団。ハンガリー国内リーグでは2016/17シーズンに準優勝した。2018年、アメリカ合衆国のコースタル・キャロライナ大学へ進学。卒業後は2021年5月、ドイツのSCポツダムへ入団することが発表され、2021/22、2022/23シーズンのブンデスリーガで準優勝した。また、2022/23シーズンのブンデスリーガではMVPに選ばれた。2023年6月、イタリアセリエA1のWash4Green Pineroloへの移籍が発表され、2023/24シーズンのセリエA1リーグでは6位となった。2024年5月、Black Angels Perugia Volleyへの入団が発表された。

### 代表チーム
アンダーカテゴリーの代表として2016年、U-19欧州選手権に出場した。2018年、シニア代表に初選出され、同年のヨーロッパゴールデンリーグでデビューし銀メダルを獲得した。欧州選手権には2019年、2021年、2023年大会に出場した。

## 球歴
- 欧州選手権 - 2019年、2021年、2023年

## 受賞歴
- 2023年 - 2022/23ドイツブンデスリーガ MVP

## 所属クラブ
- Vasas Óbuda（2016-2018年）
- コースタル・キャロライナ大学（2018-2021年）
- SCポツダム（2021-2023年）
- Wash4Green Pinerolo（2023-2024年）
- Black Angels Perugia Volley（2024年-）